# Pietro Durazzo (doge 1632)
Il Serenissimo Pietro Durazzo (Genova, 1632 – Genova, 31 luglio 1699) fu il 128º doge della Repubblica di Genova e re di Corsica.

## Biografia

Stemma nobiliare dei Durazzo

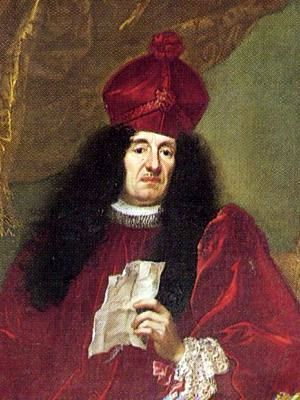
Dipinto del nobile

### Primi anni
Figlio del già doge Cesare (biennio 1665-1667) e di Giovanna Cervetto, fratello del futuro cardinale Marcello Durazzo, nipote di Pietro Durazzo (doge nel 1619-1621), nacque a Genova nel 1632 dove il 14 luglio fu battezzato nella chiesa di San Vincenzo. Il 10 dicembre 1640 fu ascritto nel Libro d'oro della nobiltà genovese. Verosimilmente come il fratello Marcello, Pietro Durazzo ricevette un'istruzione superiore e improntata alla giurisprudenza.
Un suo viaggio a Vienna per affari privati nel 1659 fu propizio per il governo della Repubblica di Genova di investire il Durazzo della nomina di ambasciatore straordinario a corte con il compito di indagare su un'ipotetica trattazione tra il marchese di Fosdinovo e il granduca di Toscana per la cessione di quel feudo della Lunigiana, ambito e d'interesse strategico per Genova. Accordo che in un dispaccio dello stesso Pietro Durazzo, inviato dalla capitale austriaca il 15 marzo, fu ritenuto non veritiero e alquanto improbabile; già verso il 22 aprile l'ambasciatore straordinario era sulla via del ritorno dopo una breve sosta a Graz.
Tornato nel capoluogo ligure, nel corso del 1660 fu eletto nel magistrato di Sanità e ancora console delle fiere di cambio, fino al 1662, che all'epoca si tenevano nella cittadina di Novi Ligure; tra il 1662 e il 1665 fu uno dei padri del Comune e tra i protettori del Banco di San Giorgio. Nel corso del ventennio tra il 1660 e il 1683 ricoprì diversi incarichi istituzionali nei patronati e nei magistrati: protettore degli orfanelli (1666), magistrato dei Cambi e in quello dell'Abbondanza (1668), magistrato dell'Arsenale (1669), visitatore dei carcerati poveri (1676) e protettore dell'ospedale di Pammatone (1682-1683).
Nel 1672, allo scoppio delle ostilità con il Ducato di Savoia di Carlo Emanuele II, Pietro Durazzo fu incaricato dal governo genovese di far parte di una costituita giunta governativa straordinaria. Fu estratto senatore e poi governatore della Repubblica nel biennio 1674-1675 dove si occupò della giunta per il Commercio e di quella sulle controversie tra artigiani e clienti insolventi; fu ancora nel magistrato dell'Arsenale, nell'ufficio della Moneta, nella giunta di Marina, supremo sindacatore (1677), conservatore della pace, inquisitore di Stato, membro dell'ufficio di Guerra e protettore del Banco di San Giorgio (1683).
Negli anni successivi che videro un forte contrasto diplomatico e politico tra la Repubblica di Genova e la Francia di Luigi XIV il nobile Pietro Durazzo mai nascose la sua "devozione" filo-francese (contrapposta ad una politica filo-spagnola o, ancora, per una maggiore "indipendenza economica-militare della Repubblica" appoggiate da altre famiglie aristocratiche genovesi) tanto che più volte cercò di frenare ogni atto governativo a danno dei Francesi, ma anzi invitando il governo a condurre un dialogo con la corona di Francia. Un epilogo che esplose nel maggio del 1684 con il pesante e dannoso bombardamento navale della flotta di Luigi XIV ai danni della città genovese. Pure in quell'occasione, a ridosso dell'ultimatum presentato dal marchese Colbert di Seignelay al governo di Genova, Pietro Durazzo fu uno dei quattro membri del Minor Consiglio della Repubblica (su 200 membri totali, oltre ai 20 componenti dei Collegi, al doge e ai procuratori perpetui) che votarono contro la risposta negativa che, di lì a poco, diede il via al bombardamento francese.
Per ovvi motivi il suo nome non comparve nella giunta straordinaria di guerra con a capo il doge Francesco Maria Imperiale Lercari, ma dopo aver fatto parte di una minoranza filo-francese all'interno del Minor Consiglio, e ridotti i poteri della giunta con il cessare delle ostilità, subentrò nel novembre 1684 in sostituzione di un componente della stessa e assieme ad altri esponenti preparò le basi per una alquanto necessaria pace con il sovrano Luigi XIV accettandone nel febbraio 1685 le condizioni. L'atto estremo e di "riparazione" fu siglato il 15 maggio 1685 quando il doge Imperiale Lercari e altri esponenti istituzionali dovettero recarsi alla reggia di Versailles e, in un clima semi-surreale e quasi di scherno, porgere le pubbliche scuse della Repubblica di Genova al cospetto del "Re Sole" per i fatti del 1684.
Allo scadere del mandato biennale del doge Francesco Maria Imperiale Lercari le varie componenti, ora divise tra filo-francesi e filo-spagnole, cercarono tra i vari candidati una nuova figura per la guida dello stato genovese. Escluso dai voti il candidato appoggiato dai filo-spagnoli Nicolò Baliani, Pietro Durazzo la spuntò con 262 voti a favore superando l'altro favorito Giovan Carlo Brignole (anch'esso gradito dai nobili più vicini alla politica spagnola) e agli altri candidati Francesco Maria Balbi, Francesco Maria Sauli, Oberto Della Torre e Agostino Viale.

### Il dogato e gli ultimi anni
Eletto il 23 agosto 1685 nuovo doge di Genova - l'ottantatreesimo in successione biennale e il centoventottesimo nella storia repubblicana - il mandato di Pietro Durazzo fu dedicato quasi interamente all'opera di ricostruzione della capitale genovese dopo il devastante bombardamento navale francese di un anno prima. In qualità di doge fu investito anche della correlata carica biennale di re di Corsica.
Con il termine del dogato, il 23 agosto 1687, a cui seguì la nomina a procuratore perpetuo, continuò a servire lo stato in diversi incarichi al magistrato di Guerra (1688, 1692, 1693, 1695, 1697), tra gli inquisitori di Stato (1689, 1694, 1696), all'ufficio di Corsica e nella giunta di Marina; ebbe anche l'incarico onorifico di priore di San Giovanni Battista.
A titolo di curiosità, e a vantaggio dell'evidente influenza di questo nobile, Pietro Durazzo fu ancora tra i candidati nelle elezioni dogali del 1693 e del 1697 (la riforma del 1576, infatti, non escludeva un secondo mandato o più per un ex doge): in tutte e due le competizioni si classificò secondo nelle preferenze (289 e 282 voti) che portarono, rispettivamente, invece alle nomine dei dogi Francesco Invrea e Francesco Maria Sauli.
Redatte le ultime volontà testamentarie il 2 agosto 1694, morì a Genova il 31 luglio 1699 con sepoltura nella chiesa di Santa Maria della Consolazione.

## Vita privata
Dal matrimonio del 3 agosto 1659 con Violante (o Maria Violante) Garbarino ebbe i figli: Cesare, Stefano (doge nel 1734-1736), Carlo Gerolamo (gesuita) e due maschi deceduti a pochi giorni dalla nascita; le due figlie Maria Aurelia e Maria Giovanna entrarono nel monastero di Nostra Signora della Misericordia.